# Projet Boeing NMA / MoM / 797
Pour les articles homonymes, voir NMA.

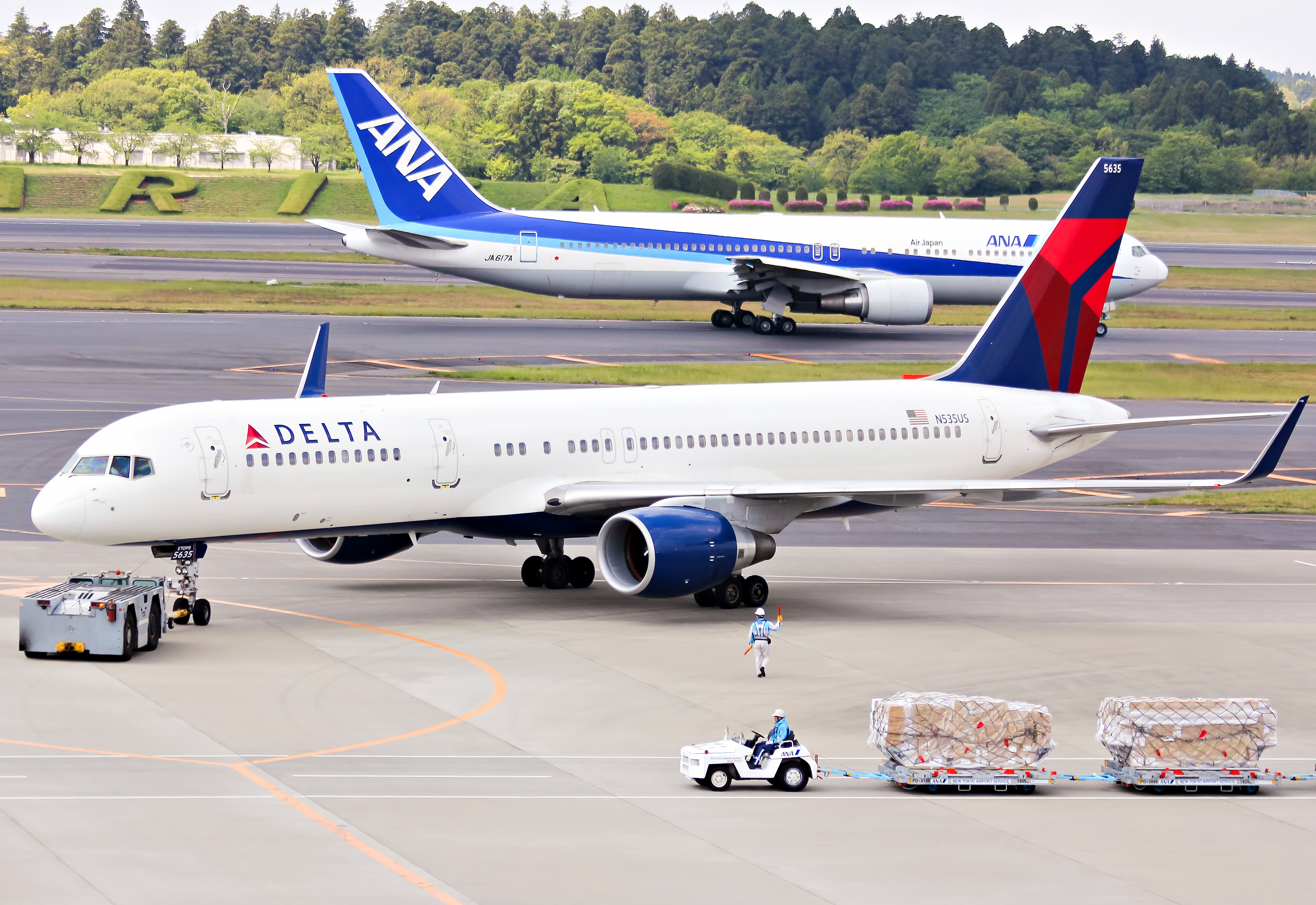
Le Boeing 797 remplacerait les 757 et 767 du marché des long-courriers de taille intermédiaire.

Le projet d'avion de ligne conçu par Boeing sous le nom  MoM (Middle of the Market) ou aussi NMA (New Midsize Aircraft), nouvel avion de taille intermédiaire, a pour objectif de remplacer les avions vieillissants du marché moyen et long-courrier de capacité intermédiaire, dont le Boeing 767 et notamment le Boeing 757 dont la production a cessé en 2004.
Boeing annonce dans un premier temps une disponibilité commerciale en 2025, mais ce premier projet est abandonné en 2021. Il devait concurrencer l'Airbus A321XLR disponible en 2023.
Il est parfois présenté comme devant se nommer le Boeing 797.

## Un nouvel avion en préparation
En 2015, Boeing a déterminé que le marché NMA était suffisamment important pour lancer un nouvel avion de capacité intermédiaire (225 à 265 passagers). En 2017, Boeing annonce que ce serait un bicouloir de sept sièges par rangée et de section transversale elliptique. Le gain en largeur permis par la forme ovale permettrait de disposer sept sièges de front avec deux couloirs (2-3-2) et d'optimiser la capacité cargo en soute. L'avion serait réalisé en composites. En 2017, plusieurs compagnies aériennes ont manifesté leur intérêt pour ce genre d'avion. Ce nouvel avion, quelquefois  présenté sous le nom de Boeing 797, serait disponible en deux variantes : le NMA-6X, le plus petit de la famille de deux appareils, serait capable d’emporter 225 passagers sur une distance de 9 250 km, tandis que son « grand-frère », le NMA-7X, d’une capacité de 265 passagers sur une distance de 8 300 km, entrerait en service deux ans plus tard. L’appareil, pour lequel Boeing a constitué un bureau d’étude en septembre 2017, s’intégrerait dans la gamme Boeing entre les mono-couloirs B737 et les long-courriers B787, sur un segment que l'entreprise a abandonné depuis l'arrêt  de production du B757 en 2004.
Il attaquerait de front deux appareils d’Airbus : le mono-couloir A321 et le long-courrier A330. Les prévisions des tiers pour ce marché varient entre 2 000 et 4 000 avions, mais Boeing s'attend à ce que la demande du marché se situe dans la partie supérieure de cette gamme. À un prix projeté de 65 à 75 millions de dollars, ce nouvel aéronef devrait générer 30 % de rentabilité en plus par rapport aux monocouloirs actuels, et une baisse de 40 % des coûts de déplacement actuels, mais coûterait à Boeing entre 10 et 15 milliards de développement. Il serait propulsé par un nouveau turboréacteur de 220 kN de GE Aerospace / CFM International ou de Pratt & Whitney, avec un taux de dilution égal ou supérieur à 10:1 et un taux de compression global supérieur à 50:1.

### Nouvelle programmation
Le directeur commercial de Boeing s’est refusé à évoquer une date de lancement du programme, confirmant juste une entrée en service prévue en 2025,.
La mise en production prévue en 2023 des versions A321 long-courrier XL et XLR et les difficultés du Boeing 737 Max (production interrompue en 2019 à la suite de deux accidents) ont conduit le nouveau directeur de Boeing à reprendre la définition de ce programme.